# Rektjärnarna (Åre socken, Jämtland, 701988-131266)
Rektjärnarna är en sjö i Åre kommun i Jämtland och ingår i Indalsälvens huvudavrinningsområde. Sjön har en area på 0,0493 kvadratkilometer och ligger 645 meter över havet.

## Delavrinningsområde
Rektjärnarna ingår i det delavrinningsområde (701959-131240) som SMHI kallar för Mynnar i Indalsälven. Medelhöjden är 715 meter över havet och ytan är 14,69 kvadratkilometer. Räknas de 8 avrinningsområdena uppströms in blir den ackumulerade arean 43,33 kvadratkilometer. Rekån som avvattnar avrinningsområdet har biflödesordning 3, vilket innebär att vattnet flödar genom totalt 3 vattendrag innan det når havet efter 403 kilometer. Avrinningsområdet består mestadels av skog (37 procent), sankmarker (32 procent) och kalfjäll (30 procent). Avrinningsområdet har 0,14 kvadratkilometer vattenytor vilket ger det en sjöprocent på 0,9 procent.